# How to Clean a Couple o' Things
How to Clean a Couple o' Things is de eerste ep van de Canadese punkband Propagandhi. Het werd op een 7" plaat uitgegeven door Fat Wreck Chords in 1993. Het design van de cover en het infoboekje bestaat uit foto's en tekst geplakt over het design van The P.M.R.C. Can Suck on This, een ep van NOFX. De cover van deze plaat werd weer opnieuw gebruikt door NOFX op de Fuck the Kids ep.

## Nummers
1. "Pigs Will Pay"
2. "Stick the Fucking Flag Up Your Ass, You Sonofabitch"

## Band
- Chris Hannah - gitaar, zang
- Jord Samolesky - drums, achtergrondzang
- John K. Samson - basgitaar, zang